# Marienkirche (Stralsund)
De Marienkirche is een laatgotisch kerkgebouw in Stralsund in het noorden van Duitsland.

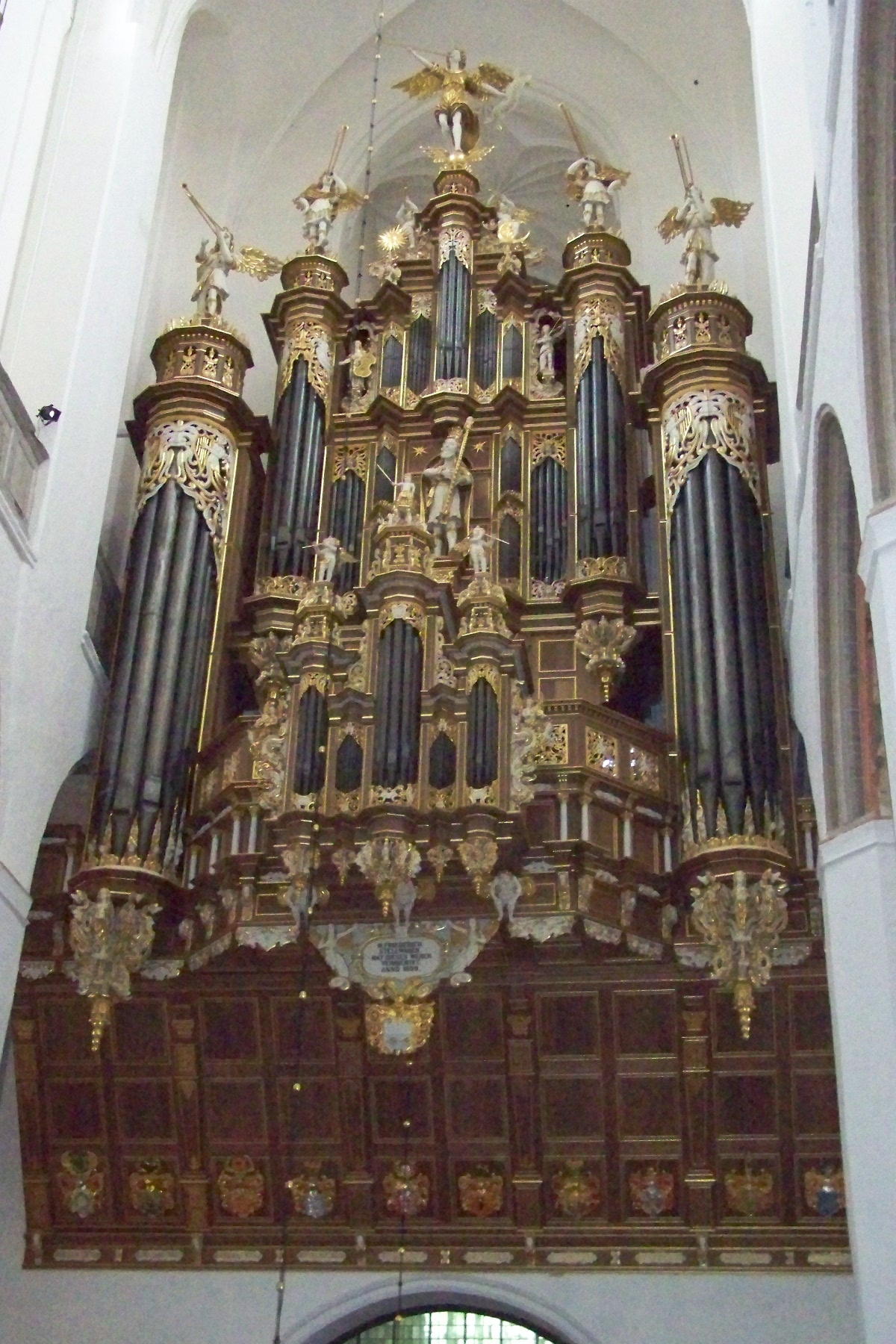
Het Stellwagenorgel

De kerk werd gebouwd als parochiekerk van de Neustadt. Het gebouw aan de Neue Markt werd in 1298 voor het eerst genoemd, maar dat was nog niet het huidige bouwwerk. Nadat de toren van de oorspronkelijke kerk in 1382 was ingestort, werd een begin gemaakt met de bouw van de huidige kerk. Het ontwerp van deze driebeukige basiliek was losjes gebaseerd op de Marienkirche van Lübeck.
De toren van de Marienkirche stortte in 1495 opnieuw in, waarna hij groter werd herbouwd tot een hoogte van 151 meter. Hierdoor werd de Marienkirche in 1548 het hoogste gebouw ter wereld, nadat de centrale toren van de kathedraal van Lincoln bij een storm was ingestort.
In 1647 werd de torenspits van de Marienkirche getroffen door de bliksem. De toren brandde af en de kerk werd herbouwd met een barokke koepel, voltooid in 1708. De toren is sindsdien 104 meter hoog.

## Inventaris
In de Marienkirche bevindt zich het door de Antwerpse beeldhouwer Jan-Baptist Xavery ontworpen grafmonument voor de Zweedse graaf Johan Lilljenstedt, die in 1732 overleed.
Het orgel is gebouwd door Friedrich Stellwagen en kwam tussen 1653 en 1659 tot stand. De laatste restauratie werd in 2008 voltooid.
Het Marienkrönungsaltar bevindt zich sinds 1992 in deze kerk. Het werd omstreeks 1440 vervaardigd door een onbekende houtsnijder. De hoofdvoorstelling in het beschilderde retabel is de kroning van Maria.